# 生きものばんざい
『新日鉄アワー 生きものばんざい』（しんにってつアワー いきものばんざい）は、1973年10月から1975年3月30日までNETテレビ系列局で、同年4月6日から1982年9月26日までTBS系列局で放送されていた教養番組である。毎日放送と岩波映画の共同製作。新日本製鐵（現・日本製鉄）グループの単独提供。

## 概要
さまざまな生き物の生態を紹介し、彼らの人間との関わりを分かりやすく解説していた番組。基本的には、日本国内で収録してきた動物・昆虫の生態映像を芸能人のナレーションで説明するという形を取っていた。太古の哺乳類を紹介するために秋吉台を取材してきた回や、ナレーターのなべおさみが自分の息子（後のなべやかん）と一緒に昆虫採集をする模様を放送していた回もある。
関東広域圏では1973年10月から1975年3月30日までNETテレビ（現・テレビ朝日）で、1975年4月6日から1982年9月26日までTBSで放送されていた。他の地方でも1975年3月まではNET系列局を中心に放送されていたが、毎日放送がネットチェンジ（いわゆる腸捻転の解消）をしてからはTBS系列局での放送に切り替わった。一時期放送番組センターの配給番組となっていたため、2000年代初頭まで独立局などで再放送されていた。

## 放送時間
いずれも日本標準時、関東広域圏における放送時間。
- 日曜 11:00 - 11:30 （1973年10月 - 1974年10月6日）
- 日曜 09:30 - 10:00 （1974年10月13日 - 1975年3月30日） - ここまでNETテレビで放送。
- 日曜 10:30 - 11:00 （1975年4月6日 - 1982年9月26日） - TBSで放送。

## 歴代ナレーター
- 初代0：石坂浩二
- 2代目：坂本九
- 3代目：なべおさみ

## 主題歌
「みんなともだち」
作詞：丘灯至夫 / 作曲：牧野由多可 / 編曲：松山祐士 / 歌：眞理ヨシコ、東京荒川少年少女合唱隊 / アニメーション：月岡貞夫
この曲は、2003年5月21日に日本コロムビアから発売された『昭和キッズTVシングルスVol.8』に収録されている。

## 放送局
系列は放送当時のもの。ネットチェンジによる放送局変更・新規ネット開始局はいづれも1975年4月6日放送分から。
| 対象対象地域   | 放送局           | 系列                                              | 備考 |
| -------------- | ---------------- | ------------------------------------------------- | --- |
| 近畿広域圏     | 毎日放送         | NET系列（1975年3月まで） TBS系列（1975年4月から） | 製作局 |
| 北海道         | 北海道テレビ     | NET系列                                           | ネットチェンジで北海道放送へ移行 |
| 北海道         | 北海道放送       | TBS系列                                           | |
| 青森県         | 青森テレビ       | TBS系列                                           | ネットチェンジとともに放送開始 |
| 岩手県         | 岩手放送         | TBS系列                                           | 現・IBC岩手放送 腸捻転時代から放送 |
| 宮城県         | 宮城テレビ       | 日本テレビ系列 NET系列                            | ネットチェンジで東北放送へ移行 |
| 宮城県         | 東北放送         | TBS系列                                           | |
| 福島県         | 福島テレビ       | TBS系列 フジテレビ系列                            | ネットチェンジとともに放送開始 |
| 関東広域圏     | NETテレビ        | NET系列                                           | 現・テレビ朝日 ネットチェンジで東京放送（現・TBSテレビ）へ移行                                                                                              |
| 関東広域圏     | 東京放送         | TBS系列                                           | 現・TBSテレビ |
| 新潟県         | 新潟放送         | TBS系列                                           | ネットチェンジとともに放送開始 |
| 山梨県         | テレビ山梨       | TBS系列                                           | ネットチェンジとともに放送開始 |
| 長野県         | 信越放送         | TBS系列                                           | ネットチェンジとともに放送開始 |
| 静岡県         | 静岡放送         | TBS系列                                           | ネットチェンジとともに放送開始 |
| 石川県         | 北陸放送         | TBS系列                                           | ネットチェンジとともに放送開始 |
| 中京広域圏     | 名古屋放送       | NET系列                                           | 現・名古屋テレビ放送（愛称・メ〜テレ） ネットチェンジで中部日本放送（現・CBCテレビ）へ移行                                                                  |
| 中京広域圏     | 中部日本放送     | TBS系列                                           | 現・CBCテレビ |
| 島根県・島根県 | 山陰放送         | TBS系列                                           | ネットチェンジとともに放送開始 |
| 岡山県         | 岡山放送         | フジテレビ系列 NET系列                            | ネットチェンジで山陽放送へ移行（実質瀬戸内海放送と並列放送）                                                                                                |
| 岡山県         | 山陽放送         | TBS系列                                           | 現・RSK山陽放送 |
| 広島県         | 広島ホームテレビ | NET系列                                           | ネットチェンジで中国放送へ移行 |
| 広島県         | 中国放送         | TBS系列                                           | |
| 山口県         | テレビ山口       | TBS系列 フジテレビ系列                            | 腸捻転時代から放送 1978年9月までNET（1977年4月からテレビ朝日）系列とのクロスネット                                                                          |
| 香川県         | 瀬戸内海放送     | NET系列                                           | ネットチェンジによって打ち切り（実質岡山放送との並列放送→山陽放送へ統合） 本放送終了後、TBS系移行後のものを含めて放送番組センター配給扱いで放送した時期あり |
| 高知県         | テレビ高知       | TBS系列                                           | ネットチェンジとともに放送開始 |
| 福岡県         | 九州朝日放送     | NET系列                                           | ネットチェンジでRKB毎日放送へ移行 |
| 福岡県         | RKB毎日放送      | TBS系列                                           | |
| 長崎県         | 長崎放送         | TBS系列                                           | ネットチェンジとともに放送開始 |
| 熊本県         | 熊本放送         | TBS系列                                           | ネットチェンジとともに放送開始 |
| 大分県         | 大分放送         | TBS系列                                           | 腸捻転時代から放送 |
| 宮崎県         | 宮崎放送         | TBS系列                                           | ネットチェンジとともに放送開始 |
| 鹿児島県       | 南日本放送       | TBS系列                                           | ネットチェンジとともに放送開始 |
| 沖縄県         | 琉球放送         | TBS系列                                           | ネットチェンジとともに放送開始 |

放送当時大分県ではテレビ大分（当時フジテレビ系列・日本テレビ系列・NET系列のクロスネット）に放送枠が無かったため、その代わりに系列外（1975年9月まで）の大分放送で放送された。スポンサーの関係も推定される。また、同じようにスポンサーの事業所があった岩手県でも、テレビ岩手（当時日本テレビ・NET系列とのクロスネット）に放送枠が無かったため、岩手放送で放送された。その一方で、この当時はNET系列とのクロスネットだったもののTBS系の番組を多くネットしていた青森テレビでは放送されず、同局での放送はネットチェンジ後に開始された。